# Orden de Jogye

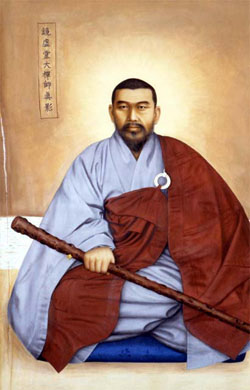
Kyong Ho Seong-Wu, 75.º Patriarca de la Orden de Jogye.

La Orden de Joyge es una rama del budismo que se profesa mayoritariamente en Corea del Sur. Sus enseñanzas se basan en Buda Shakyamuni, considerándose mirar de forma directa a la naturaleza de la mente para llegar a la iluminación y guiar a todas las personas.

## Historia
La Orden de Jogye es una de las Órdenes más famosas de Seúl. Sus enseñanzas se basan en Buda Shakyamuni, considerándose mirar de forma directa a la naturaleza de la mente para llegar a la iluminación y guiar a todas las personas.
Los textos primordiales de la Orden de Jogye son el Sutra del Diamante y el Jeondeung-Beopeo y su práctica fundamental es la meditación Seon, aunque también quienes la realizan lo hacen a través de la recitación de sutras y mantras, principalmente.
De esta manera, la Orden de Jogye también es denominada tong-budismo, Ganhwaseon, considerada la más alta práctica, tradición que se ha hecho conocida en Corea.

## Edificios religiosos

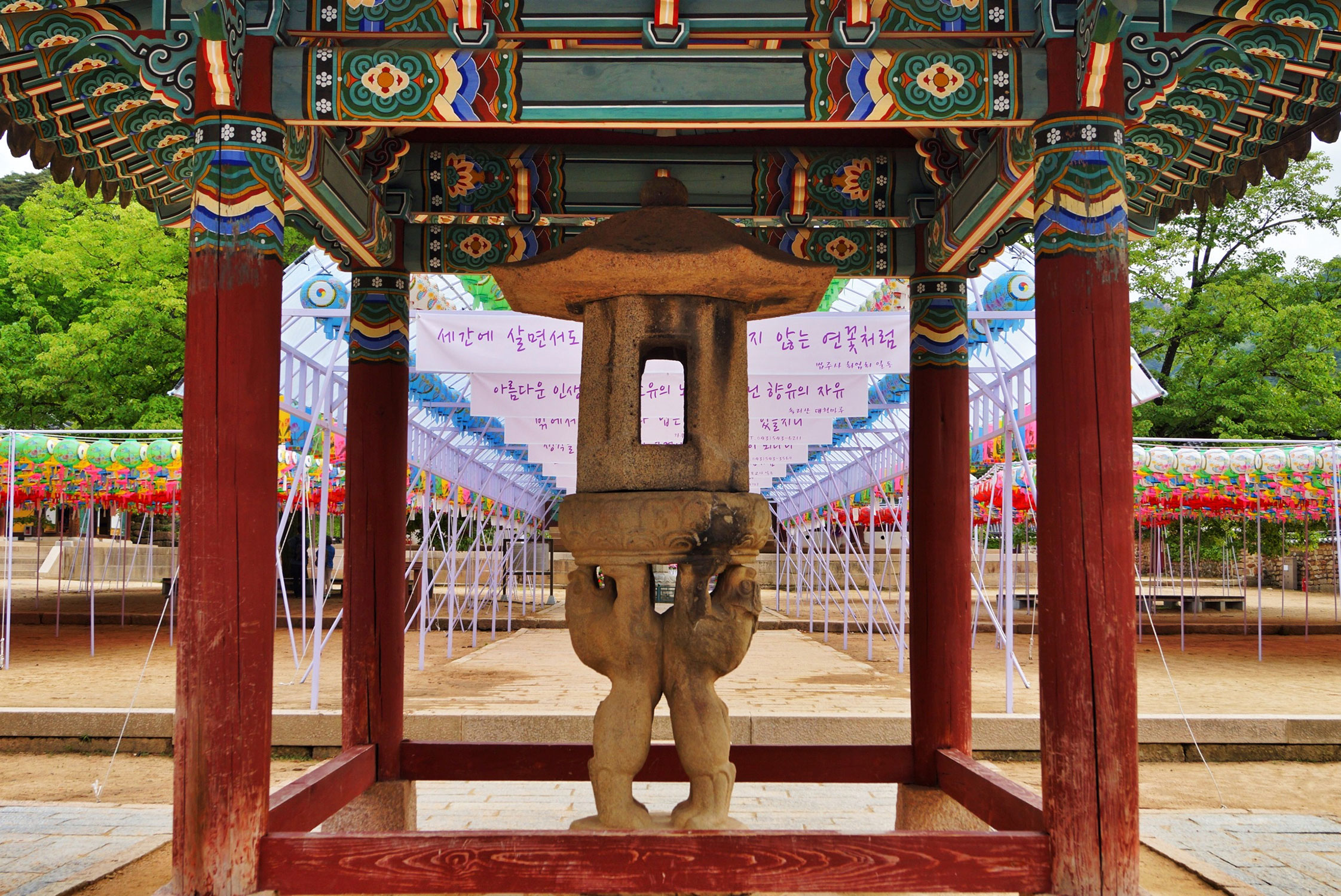
Templo de la Orden de Jogye de Beopjusa.

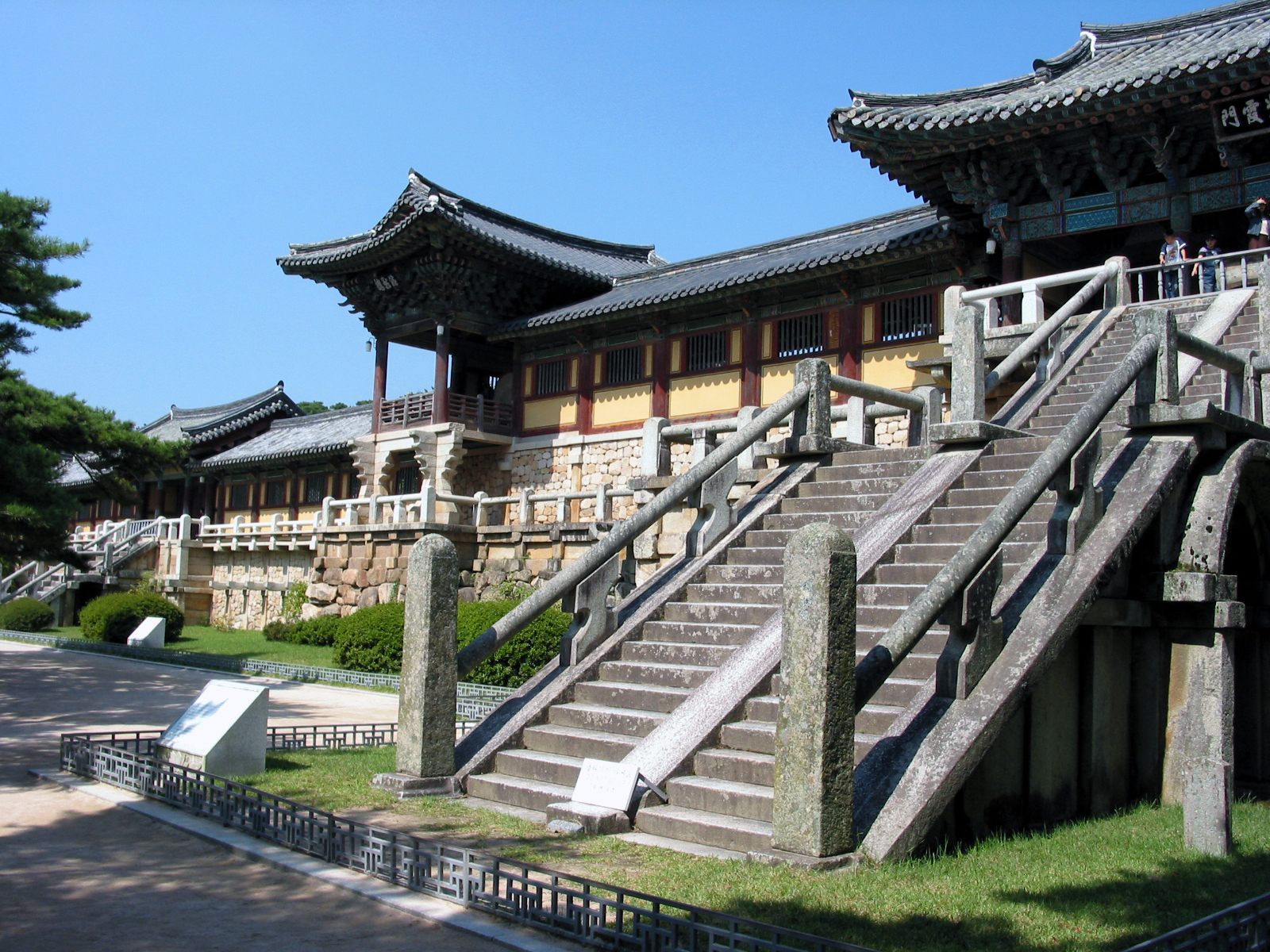
Templo de la Orden de Jogye de Bulguksa.

Los edificios religiosos principales de la Orden de Jogye son el templo de Joya de Haeinsa, el templo de Songgwangsa, el templo de Tongdosa y los cinco Jeokmyeolbogung -edificios religiosos o palacios del tesoro de la iluminación-, que albergan las reliquias de Buddha.
En la parte central del ritual budista Jogye que se encuentra en Seúl está el Museo Central budista, un auditorio de rendimiento y una sala de conferencias internacional. Esta sala de conferencias además es la sede de la administración de la Orden.
El edificio del templo Jogyesa fue fundado en 1910 por la comunidad budista con el objetivo de formar un templo central para la promoción y la independencia del budismo. Originalmente fue denominado Templo Gakhwangsa.
La zona central del edificio de Dharma (Daewingheon) fue reconstruida a partir de una sala desocupada de un Bocheongyo -una religión popular- en la provincia de Jeolla.
En 1941 se inauguró la Orden Jogye y en 1954 se trasladó su nombre al Templo Jogyesa en un intento de limpiar a la sociedad coreana de las secuelas de la ocupación japonesa.
Actualmente, el Templo Jogyesa es la sede central de la Orden Jogye del budismo coreano, además de un centro para la educación, la cultura y, entre otras cosas, una empresa de servicios sociales.
En el templo está abierto a los visitantes de todo el mundo. En él se encuentra la sala Daewingheon que significa sala del gran héroe, el Buda Shakyamuni y su estatua es la figura central en esta sala.
Esta sala es la más larga construida en un edificio de este tipo tradicional, con unos adornos dancheong. Su inauguración fue el tercer día del noveno mes lunar de 1938 y tiene cerca de 775 m², por lo que esta estructura se considerada un valor cultural, símbolo de la Orden de Jogye. En 2000 fue nombrado bien de interés cultural.

## Gran Maestro
El 14 de diciembre de 2011 fue elegido Gran Maestro, Seon Jinje como el líder espiritual del budismo de Corea del Sur compuesto por 20 000 monjes y veinte millones de personas laicas. Ha sido puesto en el cargo por unanimidad para ser el decimotercero Patriarca Supremo del Consejo de Ancianos durante cinco años.

Estoy muy agradecido de que grandes maestros del Consejo de Ancianos me han elegido como el líder para representar a la Orden Jogye. Voy a seguir las sugerencias del Consejo de Ancianos de crear pacífica futuro para el budismo coreano. voy a intentar mi mejor esfuerzo para difundir Ganhwa Seon, la esencia de la cultura espiritual oriental, y para contribuir a la paz mundial.
Seon Jinje

Su objetivo a largo plazo es el de compartir el budismo coreano y contribuir a la realización de la Paz Mundial.